# Pośpieszka
Pośpieszka – folwark na przedmieściach Wilna, w sąsiedztwie Wierszuby. Miejsce urodzin Stefana Alexandrowicza. W okresie międzywojennym miejsce wycieczek mieszkańców Wilna. Miejsce sformowania 13 Pułku Ułanów Wileńskich.